# Sérgio Manuel Monteiro Semedo
Sérgio Manuel Monteiro Semedo (Lisszabon, 1988. február 23. –) portugál születésű zöld-foki labdarúgó, a portugál SC Olhanense középpályása.